# كمي أباد (شرقي أردبيل)
کمي أباد (بالفارسية: کمی‌آباد) هي قرية تقع في إيران في قسم الشرقي الريفي. يقدر عدد سكانها بـ 558 نسمة بحسب إحصاء 2016.